# 邢丹遇害案
邢丹遇害案发生于2011年4月13日晚。当晚邢丹所乘的车行驶到惠深沿海高速公路惠东稔山路段时，遭到三人（两位未成年人）石块袭击，邢丹在车上遭袭身亡。由于邢丹为著名慈善歌手丛飞的遗孀，此事在社会引起了很大反响。

## 背景
邢丹1981年出生，2003年起从事空乘职业，2004年与丛飞（自发为失学儿童义演，曾获2005年感动中国年度人物）结婚，一直照顾丛飞直到2006年丛飞患胃癌逝世。
邢丹与丛飞生有一女，名叫邢小丛飞。

## 案发过程
2011年4月13日23时左右，林良健（作案时15岁）、黄金泉（作案时19岁）、蔡志成（作案时16岁）（三人名字未完全公布）从自己所居住的村庄游荡到惠深沿海高速公路惠东稔山段附近，在翻越了高速公路隔离栏后，为了取乐，三人捡起高速路旁的石块和混凝土块向高速路上的汽车投掷，在先后砸中三辆车后，23时45分左右，林良健所掷石块砸中了邢丹所乘的小轿车。邢丹被石块迎面砸中，其立刻被送到大亚湾区霞涌医院接受抢救，但是由于伤势过重，于4月14日0时20分因“左面部受钝物撞击致左下颌粉碎性骨折闭合性颅脑损伤”导致的失血过多而死亡。

## 事后
在邢丹被砸中身亡后，家人没有告诉邢丹的女儿母亲逝世的噩耗，而是告诉她“妈妈出差，外婆也感冒生病了（处理后事）”。
4月16日4时，林，黄，蔡三人被抓获，三人时候交代是因为取乐才用石块砸车，不存在抢劫的说法。
4月18日上午，邢丹告别会在深圳市殡仪馆大礼堂举行， 邢丹的父母及亲属、丛飞的父母及亲属和深圳市各界干部群众上千人参加了邢丹同志告别会。邢丹的遗体火化后，择日会与在吉田墓园的丛飞遗骨合葬。
2012年7月12日惠州市中级人民法院通报该案的一审结果：被告人林良健犯故意伤害罪，判处有期徒刑十二年，另两名被告人黄金泉、蔡志成犯以危险方法危害公共安全罪，分别被判处有期徒刑十年、有期徒刑六年，三位被告需赔偿原告人968086.45元。宣判结束后，三位被告人均表示不会上诉。